# Monacon atkinsoni
Monacon atkinsoni är en stekelart som beskrevs av Boucek 1980. Monacon atkinsoni ingår i släktet Monacon och familjen gropglanssteklar. Inga underarter finns listade i Catalogue of Life.